# Синько Ростислав Олександрович
Синько Ростислав Олександрович (нар. 21 серпня 1933, Степано-Кринка, Донецька область — пом. 23 жовтня 2010, Київ) — український кінорежисер, сценарист, скульптор. Заслужений працівник культури УРСР (1983).

## Біографія
Народився в селі Степано-Кринка Донецької області в родині економіста. Закінчив акторський факультет Київського інституту театрального мистецтва ім. І. Карпенка-Карого (1955).
З 1955 по 1957 рр. служив в Ансамблі Білоруського військового округу, виступав на сцені Київського театру юного глядача, потім працював на Київській студії телебачення (1957–1964).
З 1965 р. — режисер студії «Укртелефільм».
Співорганізатор Меморіального фонду Івана Кавалерідзе (1992) та Музею-майстерні І. Кавалерідзе у Києві на Андріївському узвозі, директор (1993—2010).
Викладав у Київському державному університеті театру, музики і телебачення ім. І. Карпенка-Карого.
Був членом Національної Спілки кінематографістів України.
Помер 23 жовтня 2010 року у Києві. Похований на Байковому кладовищі поруч з І. П. Кавалерідзе.

## Родина
Був одружений із Нонною Капельгородською, українським кінознавцем і кінокритиком..
Дочка: Синько Олександра Ростиславівна (1967—2004) — український мистецтвознавець. Кандидат мистецтвознавства (1996).

## Фільмографія
Сценарист:
- «Страшний звір» (1969, мультфільм)

Поставив картини:
- «Співає Муслім Магомаєв»,
- «Шлях у мистецтво» (1963),
- «Квітуча юність України» (1964),
- «Пісні щасливого краю» (1965),
- «Соловей із села Маршинці»,
- «Симфонія» (1966. Диплом на зональному огляді телефільмів у Ленінграді; Приз І Всесоюзного фестивалю телевізійних фільмів у Києві),
- «Добридень, зелені Карпати» (1966),
- «Пам'ятай!», «Буйноцвіття талантів», «Фестиваль народних талантів» (1967),
- «Телевізійний музичний альманах» (2 вип.),
- «Пісні дарує Варшава» (1968),
- «Чую Вас, чекайте», «Кораблі ідуть» (1969),
- «Поліське намисто», «Одвічне» (1970),
- «Троїсті музики» (1971. Приз V Всесоюзного фестивалю телевізійних фільмів у Ташкенті),
- «А в нас весілля» (1971),
- «Майстри» (1971. Приз II Республіканського кінофестивалю «Людина праці на екрані» у м. Жданові),
- «Як цвіт весняний…» (1972),
- «Автопортрет» (1972. Приз Академії мистецтв VI Всесоюзного фестивалю телефільмів. Тбілісі, 1975),
- «Творці» (1973. Приз І Всесоюзного фестивалю телефільмів «Людина праці на телеекрані». Донецьк, 1973),
- «Пісня, опалена війною», «Такі симпатичні вовки» (1975),
- «Кость Барабаш з 10 „Б“» (1976),
- «Збережи вогонь», «Пам'ять зберігає» (1977),
- «Ой не ходи, Грицю» (1979),
- «Страх» (1980),
- «Острів співучих пісків» (1981),
- «Слово про Київ», «Сергєєв-Ценський», «На материнському полі» (1982),
- «Той, що несе факел» (1983),
- «Завтра починається сьогодні» (1984, 2 с, т/ф),
- «Дім батька твого» (1986),
- «Іван Кавалерідзе: на зламах часу» (1987),
- «І голос наш почує світ» (1989),
- «Народний Малахій» (1990, автор сценар.),
- «Київські прохачі» (1991, автор сценар.),
- «Сад Гетсиманський» (1993, автор сценар.),
- «Тигролови» (1994, автор сценар.),
- «Донбас. Повернення» (1995),
- «Кредо» (2001),
- «Мрія» (2004, відео) та ін.

Автор:
- теленарису «Василь Бородай» (2000),
- проєкту «Творці незалежності» (2000–2001), за яким створено серію телепортретів видатних громадян України.

Автор книг:
- «Поза часом і простором. Спогади про Івана Кавалерідзе» (К., 1997),
- «На зламах епох. І. Кавалерідзе і оточення» (К., 2002).

Створив:
- надгробок Іванові Кавалерідзе на Байковому кладовищі в Києві (1980),
- меморіальні дошки І. Кавалерідзе (1987, у співавт. і 2002) в Києві та в с. Новопетрівка (1987) Сумської області,
- пам'ятник письменнику Пилипу Капельгородському у смт Недригайлові Сумської області (1982),
- пам'ятник Василю — герою фільму О. Довженка «Земля» у с. Яреськах Полтавської області (1984),
- пам'ятник кошовому Петру Калнишевському у с. Пустовійтівці Сумської області (1991, у співавт.),
- пам'ятник Григорію Сковороді в Харкові (1992, у співавт.) за проєктом І. Кавалерідзе,
- пам'ятник Андрію Первозваному у Севастополі (2004, у співавт.).

Брав участь у відтворенні пам'ятника І. Кавалерідзе княгині Ользі в Києві (1996).

## Відзнаки
Нагороджений орденом «За заслуги» III ст. (2001), медалями.
Лауреат мистецької премії імені Миколи Макаренка Сумського  земляцтва в Києві (2007).